# Надмірний випас худоби

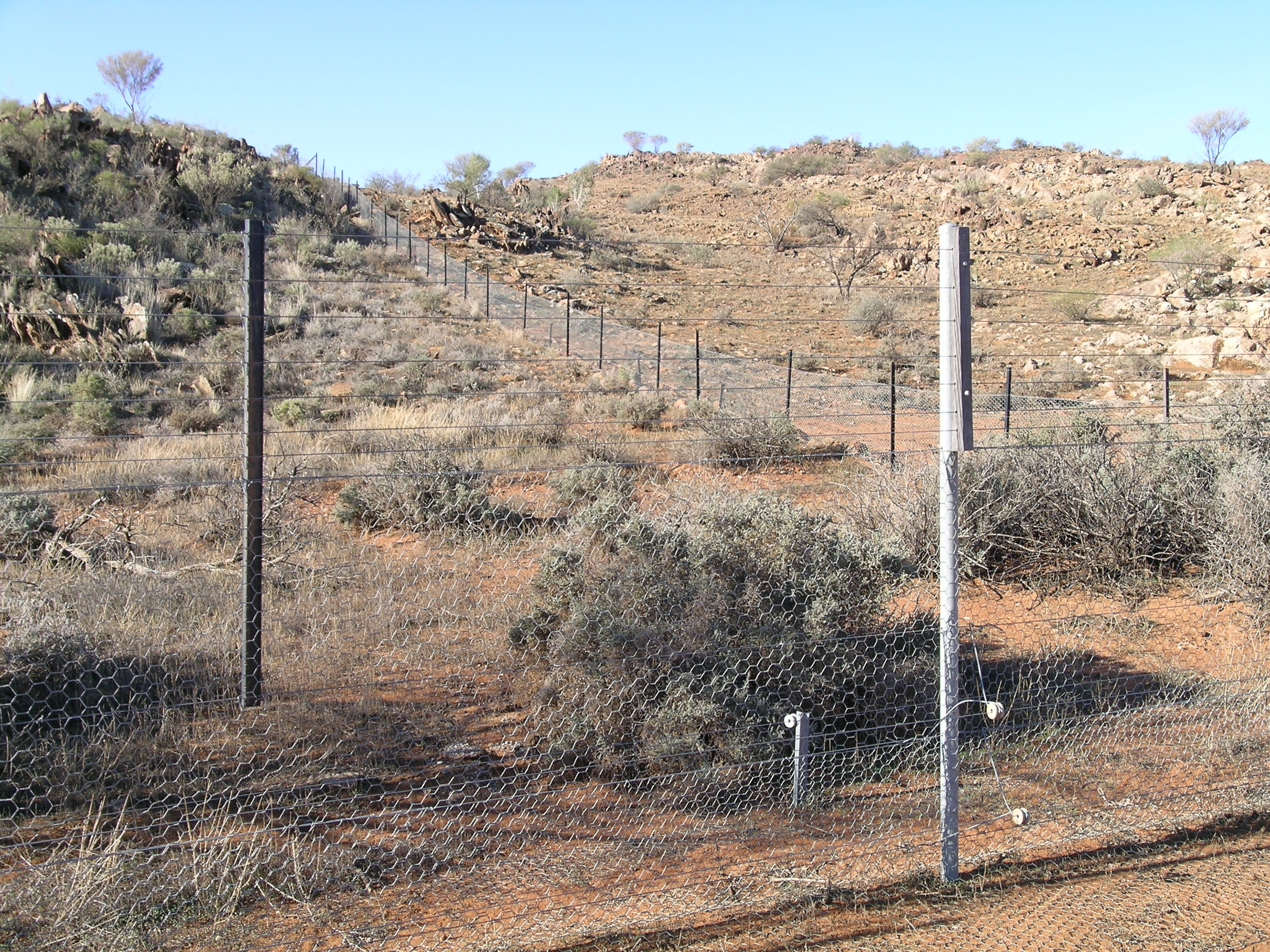
Надмірне пасовище на заході Нового Південного Уельсу (Австралія) через втрату місцевої фауни у верхньому правому куті.

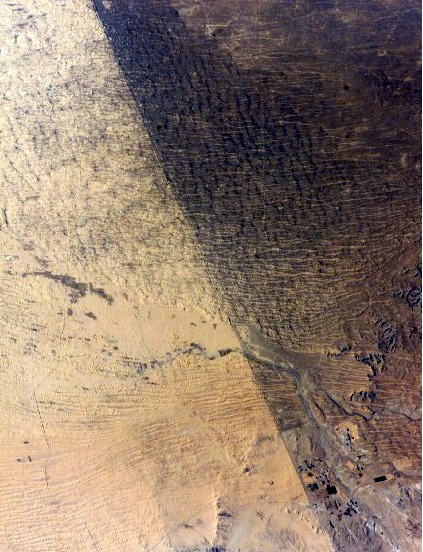
Супутникове зображення кордону між Ізраїлем та Єгиптом. Єгипетська сторона ліворуч надмірна

Перевипас трапляється, коли рослини піддаються інтенсивному випасу протягом тривалого періоду часу або без достатніх періодів відновлення.  Це може бути спричинено або худобою в умовах поганого управління сільськими господарствами, дичими заповідниками або заповідниками. Це також може бути спричинено нерухомими, обмеженими для подорожей популяціями корінних або немісцевих диких тварин.
Надмірний випас знижує корисність, продуктивність та біорізноманіття землі та є однією з причин опустелювання та ерозії. Надмірний випас худоби також розглядається як причина поширення інвазійних видів немісцевих рослин та бур'янів. Деградація земель, викиди від тваринництва та зменшення біомаси в екосистемі безпосередньо сприяють зміні клімату. 
Надмірний випас худоби можна скасувати або запобігти, переміщуючи пасовища великими стадами, щоб дати рослинам час відновитись між пасовищними подіями. Успішними запланованими стратегіями випасу є підтримка американських зубрів Великих рівнин   або мігруючих антилоп гну з африканських саван  або цілісний плановий випас худоби. 

## Запобігання надмірному випасу худоби
Стале сільське господарство базується на управлінні травою та пасовищами, землекористуванні, тваринництві та маркетингу худоби. Управління пасовищним господарством із стійким сільським господарством та агроекологічними практиками є основою виробництва худоби на пасовищі, оскільки воно впливає як на здоров’я тварин, так і на продуктивність рослин. Існує кілька нових пасовищних моделей та систем управління, які намагаються зменшити або усунути надмірний випас худоби, як цілісне управління   та пермакультура 

## Показники
Одним із показників надмірного випасу худоби є те, що тваринам не вистачає пасовищ. У деяких регіонах Сполучених Штатів під постійним випасом пасовища, що пасуться, просуваються короткотравні види, такі як синя трава, і становитимуть менше 2-3 дюймів у пасовищних районах. В інших частинах світу надмірнопасові пасовища, як правило, вищі, ніж пасовища, що пасуться стійко, висота трави зазвичай перевищує 1 метр і в них переважають несмачні види, такі як Арістіда чи Імперата. У всіх випадках смачні високі трави, такі як садова трава, є рідкісними або взагалі відсутні. У таких випадках надмірного випасу ґрунт може бути помітний між рослинами в деревостані, що дозволяє ерозії, хоча в багатьох випадках надмірнопасові пасовища мають більший солоний покрив, ніж пасовища, що пасуться стійко.

### Ротаційний випас худоби
При ротаційному випасі у надмірно випасаних рослин не вистачає часу на відновлення на належну висоту між пасовищними подіями. Тварини відновлюють випас худоби до того, як рослини відновлять запаси вуглеводів і відросли коріння, втрачені після останньої дефоліації. Результат такий самий, як і при постійному випасі худоби: в деяких районах США високорослі види гинуть, а короткорослі види, які в більшій мірі піддаються пошкодженню посухою, переважають пасовища, тоді як у більшості інших частин світу високі, посухостійкі, неприємні види, такі як Imperata або Aristida, переважають. У міру того, як дерн розріджується, бур’яни зазіхають на пасовища в деяких районах США, тоді як у більшості інших частин світу надмірний випас худоби може сприяти густим солокам рідних неприємних трав, які заважають поширенню бур’янів.
Іншим показником надмірного випасу худоби в деяких районах Північної Америки є те, що худоба покидає пасовища, а сіно потрібно готувати рано восени. На відміну від них, більшість районів світу не мають такого ж кліматичного режиму, як континентальний штат США, і підгодівля сіна проводиться рідко.
Надмірний випас також вказує на продуктивність та стан тваринництва. Корови, які мають неадекватні пасовища відразу після відлучення телят, можуть мати поганий стан тіла наступного сезону. Це може зменшити здоров'я та бадьорість корів та телят при отеленні. Крім того, корови в поганому стані не циклюються одразу після отелення, що може призвести до затримки розмноження та тривалого сезону отелення. При хорошій генетиці корів, харчуванні, ідеальному сезоні та контрольованому розведенні від 55% до 75% телят повинно прийти в перші 21 день сезону отелення. Низька вага телят при відлученні може бути спричинена недостатнім пасовищем, коли корови дають менше молока, а телятам потрібно пасовище, щоб підтримувати збільшення ваги.

## Екологічний вплив
Перевипас зазвичай збільшує ерозію ґрунту.  Зменшення глибини ґрунту, органічних речовин і родючості ґрунту погіршують природну та сільськогосподарську продуктивність землі в майбутньому. Родючість ґрунту іноді можна пом’якшити, застосовуючи відповідні вапно та органічні добрива. Однак втрата глибини ґрунту та органічних речовин потребує століть, щоб виправити. Їх втрати мають вирішальне значення для визначення водозберігаючої здатності ґрунту та наскільки добре пасуться рослини під час сухої погоди.
Надмірний випас призводить до збільшення витоптування ґрунту худобою, що збільшує ущільнення ґрунту (Fuls, 1992) і, отже, зменшує проникність ґрунту. Крім того, із більшим опроміненням ґрунту через зменшення рослинної біомаси, ґрунт піддається підвищеному рівню прямих опадів, утворюючи шар ущільненої та непроникної кори. Саме ця непроникність збільшує стік та ерозію ґрунту. 
При тривалому надмірному використанні земель для випасу спостерігається зростання деградації. Це призводить до поганих ґрунтових умов, які можуть переносити лише ксеричні та ранні сукцесійні види. 
Рідні рослинні види трав, як окремі гронові трави, так і на луках, особливо вразливі. Наприклад, надмірний перегляд білохвостих оленів може призвести до зростання менш улюблених видів трав і папоротей або немісцевих видів рослин,  які потенційно можуть витіснити місцеві, деревні рослини, зменшивши біорізноманіття. 

## Економічна теорія
Надмірний випас худоби використовується як приклад в економічній концепції, відомій тепер як «Трагедія загального користування», розробленій у статті 1968 року Гарреттом Хардіном.  У цьому наводиться робота вікторіанського економіста, який використав надмірний випас простору як приклад поведінки. Приклад Хардіна міг би стосуватися лише нерегульованого використання землі, що розглядається як загальний ресурс.
Зазвичай права користування Спільною землею в Англії та Уельсі були, і досі, були ретельно регламентовані та доступні лише «простолюдинам». Якби надмірно використовувались спільні землі, наприклад, при надмірному випасі худоби, загальний був би «обмежений», тобто було б встановлено обмеження на кількість тварин, яким кожному простолюду було дозволено пастися. Ці норми реагували на демографічний та економічний тиск; таким чином, замість того, щоб загальний деградував, доступ був обмежений ще більше. Ця важлива частина фактичної історичної практики відсутня в економічній моделі Хардіна.  Насправді використання спільних земель в Англії та Уельсі було тріумфом збереження дефіцитних ресурсів із використанням узгоджених звичаїв та практики.

## За регіонами

### Північна Америка
Для того, щоб запобігти надмірному випасу худоби, у континентальній частині Сполучених Штатів кормова добавка відповідає вимогам стада. Це означає, що в системі повинен бути буфер для адаптації до найшвидшого росту кормів.
Іншим потенційним буфером є посадка багаторічних теплих сезонів, таких як свитграс, які не ростуть на початку сезону. Це зменшує площу, яку худоба може використовувати на початку сезону, полегшуючи їй не відставати від прохолодних сезонів трав. Потім тварини використовують теплу пору року в розпал літа, а в прохолодну пору трави відновлюються для осіннього випасу.
Вказівки щодо випасу в таблиці стосуються кормів з прохолодним сезоном, що пасуться на ротації. Використовуючи безперервний випас, керуйте висотою пасовища на половині рекомендованої висоти обертання для ротаційного випасу, щоб оптимізувати здоров’я рослин. Звичка росту деяких кормових видів, таких як люцерна, не дозволяє їм виживати при постійному випасі. Під час ведення господарства щодо бобових культур у деревостані корисно використовувати ротаційний випас і близький випас, а потім дають достатній відпочинок для стимулювання росту бобових культур.

### Африка-Сахельський регіон
- наслідки надмірного випасу в регіоні: голод у Сахелі 2010 року

Жорстокі конфлікти фермерів у Нігерії, Малі, Судані та інших країнах регіону Сахель посилюються внаслідок деградації земель та надмірного випасу худоби.  

### Африка на південь від Сахари
Різні країни Африки на південь від Сахари зазнають впливу надмірного випасу худоби та екологічних наслідків. У Намібії надмірний випас худоби вважається основною причиною загущення чагарників і кущів за рахунок трав на земельній ділянці площею до 45 мільйонів гектарів.

### Австралія
У багатьох посушливих зонах Австралії надмірне випасання овець та великої рогатої худоби протягом дев’ятнадцятого століття, коли європейські поселенці запровадили скотарство, призвело до того, що багато довгоживучих видів дерев та чагарників поступилися місцем короткоживучим однорічним рослинам та бур’янам. Введені дикі кролики, коти та виправлення посилили загрозу як для флори, так і фауни. Багато видів птахів вимерли або перебувають під загрозою зникнення, а багато середніх ссавців пустелі зараз повністю вимерли або існують лише на декількох островах Австралії. 
Надмірний випас також може траплятися з місцевими видами. На столичній території Австралії місцевий уряд у 2013 році дозволив відстріл 1455 кенгуру через надмірний випас худоби. 

## Подальше читання
- Gonner, E. C. K (1912). Common Land and Inclosure. London: Macmillan & Co.